# Gloria (Mando Diao)
Gloria is een nummer van de Zweedse rockband Mando Diao uit 2009. Het is de tweede single van hun vijfde studioalbum Give Me Fire!.
Het nummer was minder succesvol van voorganger "Dance with Somebody". "Gloria" haalde de 12e positie in Zweden, het thuisland van Mando Diao. In Nederland haalde het nummer de 3e positie in de Tipparade.